# Fürstentag zu Trebur
Der Fürstentag zu Trebur im Oktober 1076 war eine Reichsversammlung, auf der die deutschen Fürsten König Heinrich IV. aufforderten, sich mit Papst Gregor VII. zu verständigen und die Auflösung des Kirchenbanns über ihn zu erwirken.

## Vorgeschichte
Im Jahre 1075 kam es zwischen Heinrich IV. und Gregor VII. zum Streit über die Einsetzung des neuen Erzbischofs von Mailand durch den König. Nach dem Verständnis des Papstes widersprach diese „Laieninvestitur“ dem Verhältnis von Kirche und Staat, in dem nur die Kirche die führende Macht sein konnte. Dieser Überzeugung hatte er im Frühjahr 1075 in dem Dokument Dictatus Papae Ausdruck gegeben. Nach fehlgeschlagenen Verhandlungen und weiteren Bischofsernennungen durch Heinrich in Spoleto und Fermo eskalierte der Streit und der Papst richtete im Dezember 1075 ein Schreiben an Heinrich, in dem er ihn dringlichst ermahnte, diese Ernennungen zurückzunehmen. Er erinnerte ihn an seine Gehorsamspflicht eines christlichen Königs gegenüber dem Papst. Anderenfalls drohte er ihm mit dem Kirchenbann. Als Reaktion auf dieses Schreiben berief Heinrich noch in Goslar, wo er in diesem Jahr das Weihnachtsfest beging, für den kommenden Januar eine Reichsversammlung ein.
Auf dem daraufhin stattfindenden Hoftag zu Worms am 28. Januar 1076 gelang es Heinrich, die Mehrheit der deutschen Bischöfe dazu zu bewegen, dem Papst den Gehorsam aufzukündigen und ihn in einem Schreiben zum Rücktritt aufzufordern.
Die Reaktion Gregors erfolgte am 14. Februar 1076 auf der Fastensynode in Rom, auf der er den König faktisch für abgesetzt erklärte, indem er den Kirchenbann über ihn aussprach und seine Untertanen damit von ihrem Eid gegenüber dem König entband.
Innerhalb relativ kurzer Zeit begann danach der Widerstand der Papstgegner zu schwinden. Immer mehr Bischöfe wandten sich vom Lager des Königs ab und versuchten, sich mit dem Papst zu versöhnen. Die Autorität des Königs schwand zusehends dahin und die Situation drohte das gesamte Reich in Mitleidenschaft zu ziehen.

## Die Reichsversammlung
Unter diesen Umständen beschloss eine Koalition aus Gegnern Heinrichs, für den 16. Oktober 1076 einen Fürstentag nach Trebur einzuberufen, um dort über weitere Schritte zu beraten. Ob die Absetzung des Königs bereits beschlossene Sache war, wie Lampert von Hersfeld schreibt, ist nicht gesichert.
In zähen Verhandlungen, die sich über zehn Tage hinzogen und an denen auch zwei mit päpstlicher Vollmacht ausgestattete Legaten beteiligt waren, erreichte Heinrich immerhin, dass man ihm eine Frist von einem Jahr zugestand, innerhalb derer er vom Bann gelöst sein müsse.
Heinrich, der sein Lager auf der gegenüberliegenden Rheinseite bei Oppenheim aufgeschlagen hatte, entging somit der Gefahr einer unmittelbaren Absetzung und Neuwahl, allerdings um den Preis umfangreicher Zugeständnisse sowohl an seine Gegner im Reich als auch dem Papst gegenüber. Er musste in einem Schreiben allen Forderungen des Papstes entsprechen, seine Anschuldigungen gegen Gregor zurücknehmen und seine gebannten Berater entlassen und er verpflichtete sich, bis zum Februar des folgenden Jahres – dem Jahrestag der Exkommunikation – die Wiederaufnahme in die Kirche zu erwirken.
Für den 2. Februar 1077 wurde eine weitere Reichsversammlung vereinbart, auf der im Beisein Papst Gregors über sein weiteres Schicksal entschieden werden solle.

## Folgen
Für Heinrich als König hätte eine solche Versammlung das Ende bedeutet. Er beschloss daher, dem Papst, der sich schon auf dem Weg Richtung Norden befand, entgegenzuziehen und in direkter Übereinkunft mit ihm die Lösung vom Kirchenbann zu erwirken. Mit diesem Gang nach Canossa im Januar 1077 rettete er letztlich sein Königtum.